# 주리파
주리파(主理派)는 이황의 이기호발설을 옹호하여 이(理) 일변도의 ‘심즉리(心卽理)’를 주장한 조선 성리학의 양대 산맥 중의 하나이다.
주희의 성리학이 조선왕조에 수입되어 이황이 이발(理發), 이이가 기발(氣發)을 주장하게 되자 조선의 철학계는 주리파와 주기파의 양대진영으로 크게 갈라지게 되었다. 그중 이황을 지지하는 주리파는 영남지방에서 성행하였으므로 영남학파(嶺南學派)라고도 했다.
이황의 이기호발설(理氣互發說)에 대해서 이황의 문하에서는 거의 이론이 없었다. 이황 문하의 석학인 유성룡·김성일 등은, 스승과의 왕복서한에서 기대승이 굴복하였고 또한 이황의 학설은 주자의 학설에 의거하고 있는 것이므로, 이황의 학설에 대한 시비는 필요하지 않다고 생각하였다. 그러나, 이이가 이황의 이기호발설에 반대, 기호지방에 이이의 사상이 보급되고, 정치성도 가미되어 서인학자 전체가 이황의 설을 배척하자 이를 남인에 대한 공격으로 받아들인 영남학파에서는 이황의 학설을 맹렬히 옹호하여 ‘심즉리(心卽理)’의 이론을 굳혀서 주리파의 철학이 확립되었다.
이이의 학설을 공격하고 이황의 학설을 공공연히 옹호하기 시작한 것은 이황의 사후 약 백여년 이후부터의 일로, 이러한 경향을 현저하게 드러낸 사람은 이현일(李玄逸)이었다. 그는 ‘4단의 공(公)이요 7정은 사(私)니, 공은 불선(不善)이 없으므로 이발이라 하는 것이며 사는 혹은 선하고 혹은 불선하여 기발이라 하므로 이발·기발의 구별이 있는 것은 당연하지 않는가?’라고 이황의 설을 옹호하였다. 그러나, 이현일은 4단은 순전한 이(理)발일 뿐 기(氣)가 섞이지 않았다든가, 7정은 순전한 기발일 뿐 이(理)가 섞이지 않았다고 주장한 것은 아니었다. 그는 4단에는 이가 주가 되고 7정에는 기가 주가 된다는 것을 주장한 것이다. 그러나, 이후 정치적 대립의 격화와 함께 영남학파와 기호학파의 대립도 첨예화되어, 영남학파는 율곡의 기발설(氣發說)에 반대한 나머지 기를 버리고 이만을 취하는 주리설의 방향으로 나갔다.
주리파에는 이재(李栽)·이상정(李象靖)·유치명(柳致明)·이진상(李震相)·곽종석(郭鍾錫)·기정진(奇正鎭) 등이 있다.

## 같이 보기
- 이기론
- 주기파
- 양당제